# Досье детектива Рокфорда
«Досье детектива Рокфорда» (англ. The Rockford Files) — американский детективный драматический телесериал с Джеймсом Гарнером в главной роли, который транслировался на NBC с 13 сентября 1974 года по 10 января 1980 года и остаётся в синдикации по сей день. Гарнер играет живущего в Лос-Анджелесе частного детектива Джима Рокфорда с Ноа Бири младшим в роли второго плана его отца, Джозефа Рокфорда, водителя грузовика на пенсии по прозвищу Рокки. Шоу создали Рой Хаггинс и Стивен Дж. Кеннел. Хаггинс придумал телешоу «Мэверик» (1957—1962) с Гарнером в главной роли, и он хотел перенести эту магию в «современную» детективную постановку. В 2002 году «Досье детектива Рокфорда» занял 39-е место в рейтинге «50 величайших телешоу всех времён» по версии TV Guide.

## История создания

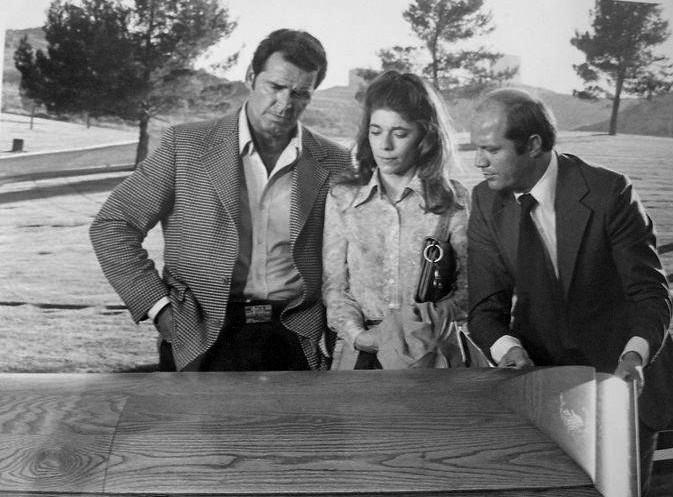
Расследование Рокфордом дела о пропавшей женщине приводит его на местное кладбище.

Продюсеры Рой Хаггинс и Стивен Дж. Кеннел задумали персонажа Рокфорда как довольно ощутимый уход от типичных телевизионных детективов того времени, по сути, Брета Мэверика как современного сыщика. В сюжетной линии сериала Джим Рокфорд отбывал срок в калифорнийской тюрьме Сан-Квентин в 1960-х годах из-за ошибочного приговора. Через пять лет он был помилован (без условно-досрочного освобождения, различие, часто упоминаемое в ходе сюжета). Его непостоянная работа в качестве частного сыщика едва ли позволяет ему содержать свой ветхий дом на колёсах (который одновременно служит его офисом) на стоянке пляжа Малибу, Калифорния.
В ранних эпизодах первого сезона трейлер Рокфорда находится на стоянке рядом с шоссе на 2354 Beach Boulevard (Pacific Coast Highway), Малибу, недалеко от океана; в остальной части сериала трейлер находится в Paradise Cove (адрес 29 Cove Road), рядом с пирсом и рестораном («Песочный замок», теперь известный как пляжное кафе «Райская бухта»). В телевизионных выпусках с 1994 по 1999 год Рокфорд всё ещё живёт и работает у той же Райской бухты, но в кардинально обновлённом трейлере, который был значительно увеличен и переделан.
В отличие от большинства телевизионных частных детективов, Рокфорд носит малобюджетную «нестандартную» одежду и изо всех сил старается избегать потасовок — хотя он будет участвовать в кулачных драках, когда другого выхода нет. Он редко носит с собой револьвер Colt Detective Special, на который у него нет разрешения, предпочитая улаживать неприятности. Он занимается нераскрытыми делами, расследованиями пропавших без вести и малобюджетными страховыми мошенничествами и неоднократно заявляет, что не занимается «открытыми делами», чтобы избежать проблем с полицией (это самоустановленое правило Рокфорда смягчилось в более поздних сезонах). Он был частным детективом с 1968 года, и его обычная плата составляет 200 долларов в день плюс издержки. 200 долларов на начало сериала в сентябре 1974 года были эквивалентом 986 долларов с учётом переиндексации на март 2018 года.

## В ролях
Упомянуты в начальных титрах:

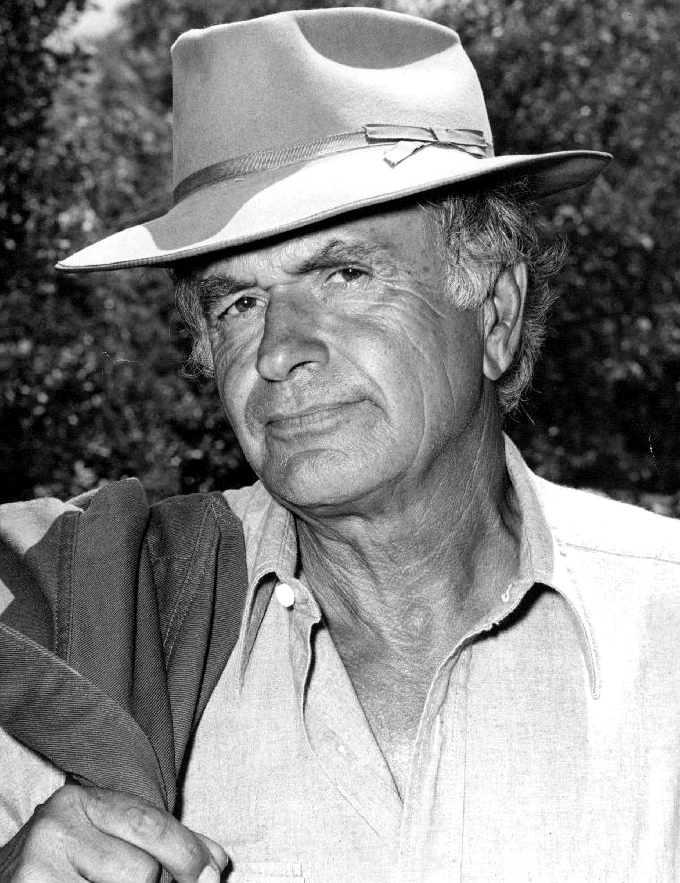
Ноа Бири младший в роли Джозефа (Рокки) Рокфорда, отца Джима.

- Джеймс Гарнер в роли Джима Рокфорда.
- Ноа Бири мл. в роли Джозефа (Рокки) Рокфорда, отца Джима, водителя грузовика на пенсии (эту роль сыграл актёр Роберт Донли в пилотном эпизоде 1974 года). Джозеф бывший военный, который пилит своего сына насчёт поиска стабильной (и менее опасной) работы, часто убеждая его следовать по его стопам в карьере водителя (особенно в начале сезона) и часто даёт Джиму совет жениться. Отношения отца и сына были неотъемлемой частью шоу. Рокки появляется в 101 эпизоде и обычно оказывается вовлечённым (независимо от желания Джима) в дела своего сына. Однажды он сам нанимает Джима. Мать Джима Рокфорда никогда не изображается и не упоминается, и о ней очень редко говорят. Хотя это никогда не говорилось напрямую, то, как Джим и Рокки говорят о ней, может указывать на то, что она умерла (до начала действий, упомянутых в сериале). Рокки сыграл Ноа Бири-младший (племянник актёра Уоллеса Бири), за исключением пилотного выпуска 1974 года, где его изображал Роберт Донли. Хотя большая часть предыстории персонажа такая же, в пилотной серии Рокки изображается скорее мелким мошенником и дельцом — в какой-то момент, работая с напарником, Рокки безуспешно пытается обмануть Джима, своего собственного сына. Эта черта персонажа Рокки в основном исчезает со стартом сериала. Версия Рокки в исполнении Бири в целом была честной и заслуживающей доверия, хотя он работал на неофициальной должности «теневиком», чтобы увеличить размер пенсии, или съедал самую дорогую еду в холодильнике Джима, если заглядывал туда в отсутствие Джима.
- Джо Сантос в роли сержанта Денниса Беккера, друга Джима из полицейского управления Лос-Анджелеса; его повысили до лейтенанта в 5 сезоне.

Часто повторяющийся состав:
- Стюарт Марголин в роли Эвелин (Энджел) Мартина, бывшего тюремного друга Джима. Энджел — ненадёжный, патологически лживый мошенник, чьи планы постоянно доставляют Рокфорду неприятности, но Джим остаётся его другом.
- Гретхен Корбетт в роли Элизабет (Бет) Давенпорт, адвоката Джима и когда-то возлюбленной (сезоны 1-4).
- Джеймс Луизи в роли лейтенанта Дугласа Дж. (Дуга) Чепмена (сезоны 3-6), старший офицер Беккера (до его повышения). С Джимом у них взаимная неприязнь.
- Том Аткинс в роли лейтенанта Алекса/Томаса Дила, старшего офицера Беккера (сезоны 1-2 и 4), который также имеет антагонистические отношения с Рокфордом.

В нескольких эпизодах:
- Пэт Финли в роли Пегги Беккер, жены сержанта Беккера (6 серий).
- Айзек Хейз в роли Гандольфа (Ганди) Фитча, грубого, жестокого знакомого Рокфорда со времён его тюремного заключения. Он почти всегда называет Джима Рокфишем. Джим помогает доказать, что Фитч не совершал преступления, за которое получил срок. Они становятся друзьями. В более поздних эпизодах Фитч сближается с бесчестным следователем Маркусом Аурелиусом Хайесом (Луис Госсетт-младший), пытающимся нажиться на одном из дел Рокфорда; и ему требуется помощь Джима в борьбе с бандитами, связанными с бывшим мужем его новой девушки (которую играет Дайон Уорвик). Джим остаётся в хороших отношениях с Фитчем, по отношению к которому он, кажется, демонстрирует почти ангельскую наивность, несмотря на то, что Фитч никогда не принимал его отказов, а также его отсутствие угрызений совести по поводу применения насилия, в том числе иногда в отношении непокорного Джима (в трёх эпизодах).
- Бо Хопкинс в роли Джона Купера, друга-адвоката Джима, лишённого адвокатской лицензии (5 сезон 4 серия).
- Том Селлек в роли Лэнса Уайта, успешного частного сыщика с нециничным подходом к делу. Все его любят и восхищаются им, Джим немного завидует Лэнсу и считает его наивным и удачливым, который способен на жестокость по отношению к другим (2 эпизода). Согласно подробному проекту Стивена Дж. Каннелла «Интервью: Архиву американского телевидения», Лэнс Уайт был основан на персонаже «Мэверика» Вако Уильямсе, появляющегося в эпизоде «Сага об Уэйко Уильямсе». Уильямс был изображён в «Мэверике» Уэйдом Престоном, который в 1958 году напоминал Тома Селлека два десятилетия спустя.
- Деннис Дуган в роли Ричи Брокельмана, молодого, идеалистичного и, казалось бы, наивного частного сыщика, время от времени ищущего помощи Джима. Лишённый цинизма и физической выносливости Джима, Ричи, тем не менее, остроумный делец, который использовал свою внешне доверительную личность «чёрт возьми», чтобы замаскировать свою упорную сообразительность. Этот персонаж был первоначально представлен в непродолжительном «Ричи Брокельмане, частном сыщике».
- Кэтрин Харольд в роли доктора Меган Догерти, слепой психиатра, нанявшей Джима. Их отношения со временем перерастают в роман. В более позднем эпизоде Джим расстроен, узнав, что она обручилась с другим мужчиной (два эпизода).
- Саймон Оукленд в роли Верна Сент-Клауда, вспыльчивого, высокомерного и часто ненадёжного товарища детектива. Сент-Клауд и Рокфорд время от времени неохотно принимают помощь друг друга, попутно обмениваясь оскорблениями (Оукленд появился в шестом сезоне, три эпизода).
- Луи Госсетт-младший в роли Марка Аврелия (Габби) Хейса, безупречно одетого и хвастливого частного детектива, который почти всегда, к несчастью Рокфорда, жульничает. Госсетт впервые появился в серии «Foul on the First Play» в полном парике с бакенбардами, а в следующем сезоне в «Just Another Polish Wedding» без него (два эпизода).
- Рита Морено в роли Риты Капкович, девушки по вызову и случайного полицейского информатора, мишень для бизнесмена-миллионера из-за её дружбы с пожилой вдовой. В более поздних эпизодах её обвиняют в убийстве клиента; и когда она пытается оставить свою профессию и скрывается с Рокфордом, это приводит в ярость её бывшего сутенёра-садиста. Никогда не оговаривается, связаны ли Джим и Рита когда-либо романтическими отношениями, помимо их близкой дружбы (три эпизода).
- Джеймс Уитмор-младший в роли Фреда Бимера, автомеханика, который стремится стать частным сыщиком и участвует в делах Джима. Во втором появлении Бимер принял личность Джима, живя в своём трейлере, делая многочисленные покупки в кредит на оборудование для обнаружения сомнительной эффективности, управляя (и сильно повреждая) своим Firebird и принимая клиентов, в результате чего Джим попал в беду. (Позже Уитмор снял телевизионный фильм «Досье детектива Рокфорда: я всё ещё люблю Лос-Анджелес») (два эпизода).
- Аль Стивенсон в роли Эл Джея, друга Рокки, который часто выполняет случайные работы для Рокки и Джима (в одном эпизоде Джим обнаруживает, что он один в доме Рокки ремонтирует смеситель для душа). Эл Джей ближе к возрасту Джима, чем Рокки, и, вероятно, они познакомились во время его карьеры дальнобойщика (четыре эпизода).
- Луис Дельгадо в роли офицера Тодда Биллингса, которого часто видели в участке или на местах преступлений. Дельгадо играл ряд других ролей второго плана в начале сериала, прежде чем принять постоянную второстепенную роль Биллингса, начиная с 3 сезона. Дельгадо был шурином соавтора сериала Роя Хаггинса и давним дублёром Джеймса Гарнера.
- Баклинд Бири в роли офицера Эла Мазурски, ещё одного эпизодически повторяющегося офицера, которого очень редко можно было увидеть на участке в течение второго-пятого сезонов. Баклинд Бири — сын Ноа Бири.
- Хантер фон Лир в роли Скипа Спенса, страстного, жаждущего денег спасателя, стоящего на пляже возле трейлера Джима. Джим считает Скипа неприятным, но Скип иногда делится с ним полезной информацией. В одном эпизоде Скип сливает информацию гангстерам, разыскивающим Джима (два эпизода).
- Джек Гарнер (реальный брат Джеймса Гарнера) снялся во многих ролях, включая полицейского, дежурного на заправке и незнакомца в ванной. Затем он взял на себя роль нейтрально настроенного, неудачного капитана Макинроя (старшего офицера Беккера) в шестом сезоне.

### Второстепенные персонажи
Деннис Беккер: Расследования Рокфорда часто приводят к трудностям с его другом из полиции Лос-Анджелеса, сержантом Деннисом Беккером (Джо Сантос), детективом по расследованию убийств, изо всех сил пытающимся продвинуться в отделе под руководством ряда властных лейтенантов. Среди самых известных — Алекс/Томас Дил (Том Аткинс) в первом, втором и четвёртом сезонах и Дуг Чепмен (Джеймс Луизи) в третьем-шестом сезонах. Эти руководители недолюбливают Рокфорда (и частных детективов в целом) из-за того, что они считают, что либо он вмешивается в открытые дела, либо пытается выставить полицию Лос-Анджелеса некомпетентным институтом в ведении закрытых дел. Кроме того, Рокфорд часто звонит Беккеру с просьбами об одолжении, например о поиске номерных знаков через компьютерную систему Департамента транспортных средств Калифорнии (DMV), что часто раздражает и без того занятого копа. К пятому сезону Беккер дослуживается до лейтенанта; в эпизоде, где Денниса повышают, было сказано, что связь Беккера с Рокфордом, которую руководство полиции Лос-Анджелеса считает хитрым бывшим заключённым, ограничивает шансы Беккера на продвижение по службе. Чепмену очень не нравится, когда Беккер становится ему «равным». В эпизоде 6 сезона «Большая шишка», предпоследнем в сериале, Рокфорд в какой-то мере мстит, когда Чепмен непреднамеренно делает компрометирующие заявления о своём уклонении от уплаты налогов перед тайным агентом IRS, который работает с Рокфордом. Беккер появляется в 89 из 123 эпизодов.
Энджел Мартин: Коварный бывший сокамерник Рокфорда в Сан-Квентине, Эвелин (Энджел) Мартин был чем-то вроде комического персонажа, которого сыграл Стюарт Марголин. Джим время от времени нанимает Энджела, часто для сбора уличной информации или для помощи ему в доступе к файлам газеты, где Энджел работает клерком низшего уровня. Сохранение этой работы является условием условно-досрочного освобождения Энджела; даже в этом случае нет гарантии, что вечно хитрому Энджелу это удалось бы, если только его зять был бы владельцем газеты. Джим также несколько раз использует Энджела на вспомогательную роль в сложных аферах, которые он устраивает, чтобы одурачить особо сложных противников. Энджел сам постоянно ведёт какую-то мошенническую игру (обычно очень подлую) и всегда готов продать кого угодно в любой момент ради своей выгоды — и часто так и поступает. Таким образом, Энджел почти всегда доставляет Рокфорду неприятности, обычно вовлекая его в нелепые аферы… часто без ведома Джима и ни разу с его согласия. Очень часто выходки Энджела приводят к его аресту, аресту Джима или других людей или попаданию в чей-то чёрный список. Несмотря на это, Джим считает Энджела одним из своих лучших, если не самым раздражающим другом, то приятелем. Ближе к самому концу сериала наблюдается заметное охлаждение в отношении Джима к Энджелу в их зачастую непростых отношениях; однако к моменту съёмок фильмов о воссоединении трещина, похоже, была устранена.
Бет Давенпорт: Рокфорд имеет тесную связь со своим адвокатом, цепкой идеалисткой Элизабет (Бет) Давенпорт (Гретчен Корбетт). В эпизоде второго сезона «A Portrait of Elizabeth» объясняется, что Бет и Рокфорд встречались какое-то время (до начала действий, описанных в сериале), но вскоре она осознала его эмоциональную недоступность и отсутствие интереса в долгосрочной перспективе и поняла, что им лучше быть друзьями (хотя они всё ещё иногда встречаются и спят вместе в начале сезона).

## В титрах

### Сценаристы
Пилотный эпизод был написан Каннеллом, который также написал 36 серий и был соавтором шоу. Хуанита Бартлетт, один из продюсеров шоу и партнёр Гарнера в «Cherokee Productions», написала сценарий к 34 эпизодам. Она также выступила сценаристом для «Пугало и миссис Кинг», «Величайший американский герой» и «Полуночная жара». Дэвид Чейз написал 16 серий; позже он перешёл к создателям «Северной стороны» и «Клана Сопрано». Один из авторов шоу, Рой Хаггинс, также писал для шоу в течение первого сезона, всегда используя псевдоним Джон Томас Джеймс. Однако участие Хаггинса в сериале завершилось в середине первого сезона, после того как он отправил переписанный сценарий прямо на съёмочную площадку во время съёмок эпизода, не получив одобрения от других сценаристов или продюсеров. Гарнер, пытаясь работать с материалом на съёмочной площадке, чувствовал, что исправления были неудовлетворительными, и не мог понять, почему они были одобрены. Когда он обнаружил, что ни Каннелл, ни кто-либо из других коллег продюсера ничего не знают об исправлениях, Гарнер издал директиву, согласно которой последнее слово по всем материалам сценария остаётся за Каннеллом, а не Хаггинсом. Хотя Хаггинса считали продюсером всего сериала, это фактически положило конец его творческому участию в шоу, поскольку он не отправлял никаких дополнительных материалов в «Досье детектива Рокфорда» и не участвовал в повседневной работе над сериалом.

### Режиссёры
Среди постоянных режиссёров были Уильям Уиард (23 эпизода), Лоуренс Доэни (10 эпизодов) и Иван Диксон (ранее регулярно появлявшийся в «Героях Хогана») (девять эпизодов). Известный актёр Джеймс Коберн снял эпизод. Коберн играл вместе с Гарнером в классических фильмах «Большой побег» (1963) и «Американизация Эмили» (1964). Среди других актёров, которые снимали эпизоды, Джеки Купер (три эпизода), а также Ричард Кренна и Дана Элкар (по одному эпизоду). Один из создателей Стивен Дж. Каннелл снял несколько эпизодов; исполнительный продюсер Мета Розенберг сняла шесть серий; постоянный член команды Стюарт Марголин руководил двумя сериями; и Джеймс Гарнер снял одну серию во втором сезоне под названием «The Girl in The Bay City Boys' Club». Это была единственная режиссёрская заслуга Гарнера за всю его пятидесятилетнюю кинокарьеру; в своей автобиографии «Досье Гарнера» он заявляет, что взял на себя эту задачу только потому, что назначенный режиссёр был неожиданно недоступен в последнюю минуту.

## Транспорт

### Pontiac Firebird Esprit
Зрителям был знаком золотой автомобиль Джима Рокфорда Pontiac Firebird Esprit. Одним из часто повторяющихся элементов шоу был знаменитый «разворот Джима Рокфорда» (также известный как J-разворот или «разворот самогонщика» — обычно используемый в качестве техники уклонения, которой учат Секретные службы). Гарнер объяснил этот шаг в своей автобиографии «Досье Гарнера» 2011 года: «Когда вы едете прямо задним ходом со скоростью около 35 миль в час, вы отпускаете педаль газа, резко поворачиваете влево и тянете ручной тормоз. Это блокирует колёса и разворачивает передний бампер. Затем вы отпускаете педали, жмёте на газ и едете в противоположном направлении». Джеймс Гарнер заявил в DVD-интервью первого сезона, что он выполнял этот трюк на протяжении всего сериала. Номерной знак машины был 853 OKG, хотя в некоторых ранних сериях на нём был номер 835 OKG. Гарнер пишет в своей автобиографии, что, по его мнению, буквы OKG обозначают «Оклахома Гарнер», но он не знает происхождения чисел 853.
Начиная с 1974 модельного года, Рокфорд получал новую модель Pontiac Firebird каждый год на протяжении всего шоу. Используемые модели имели идентичный цвет «медный туман» с кузовом и салоном от модели «Esprit». Хотя в шоу модель носила название «Esprit», на самом деле она была доработанной версией модели «Formula» без двойного воздухозаборника. Гарнеру нужна была такая машина для Рокфорда, которая бы выглядела как «Esprit» для низшего класса, машина, которую Рокфорд мог себе позволить, но обладала характеристиками, необходимыми для сцен погони в шоу. Для достижения этой цели в сериале были представлены Pontiac Firebird Formula с изменённым значком и капотом, чтобы он выглядел как модель «Esprit». Дл этого «Formula» была доработана, чтобы обеспечить производительность как у модификации «Trans Am», доступной для премиум-класса, но в менее показной форме. «Formula» не имели воздухозаборника на капоте, боковых дефлекторов, графических элементов или надписей, используемых на «Trans Am», но у них были те же мощные двигатели и трансмиссии, большие передние и задние стабилизаторы поперечной устойчивости, более жёсткие пружины и амортизаторы, а также двойной воздухозаборник. Внимательные ценители автомобилей могут заметить двойные выхлопные трубы и задний стабилизатор поперечной устойчивости на автомобилях, использованных в шоу, опции, которые не входили в пакет «Esprit», а также разглядеть автомобили разных модельных лет, используемые в различных гонках, сцены, которые отличались от реальных эпизодов, особенно в более поздних сезонах. Хотя серия автомобилей выпускался до начала 1980 года, «Firebird» не использовался после 1978 модельного года, поскольку Гарнер, как сообщается, был недоволен рестайлинговой передней частью модели 1979 года и более поздних версий и поэтому не хотел, чтобы они были представлены в сериале (хотя сообщение на автоответчике в одном эпизоде последнего сезона свидетельствовало о том, что его машина была моделью «Firebird» 1979 года выпуска).
В первом телефильме «Досье детектива Рокфорда: я всё ещё люблю Лос-Анджелес» в 1994 году модель «Firebird» показана в ветхом состоянии, припаркованном рядом с трейлером Рокфорда. Он упоминает, что планирует «отремонтировать» его, но на протяжении всего фильма водит другие машины.

### Пикап GMC Sierra Classic
Джозеф (Рокки) Рокфорд весь сериал водил пикап GMC Sierra Classic. В ходе сюжетных линий Джим часто одалживал автомобиль Рокки, когда его собственный «Firebird» был в ремонте из-за частых серьёзных повреждений, полученных в рискованных погонях (полиция Лос-Анджелеса, которая хорошо знала Джима, пыталась арестовать его). Пикап Рокки имел двигатель объёмом 400 кубических дюймов, автоматическую коробку передач Turbo 400 и заводской полный привод. Автомобиль украшали побранная под заказ серебристая краска, бордовые панели и оранжевая полоска. Кроме того, пикап выделялся различными дополнительными аксессуарами, созданными известным калифорнийским кастомайзером и гонщиком по бездорожью Виком Хикки, включая лебёдку, обрешётку фар, колпаки колёс, боковые рамы, дополнительные бензобаки, рулевое колесо, изготовленное на заказ, заднюю дугу безопасности, Фары Cibié, установленные на переднем бампере и задней поперечной балке и магнитолу Pace CB. В нескольких эпизодах 5-6 сезона Рокки ездит на ярко-красном пикапе GMC C-10 Short Box 1980 года, когда его собственный автомобиль, по сюжету, находится в ремонтной мастерской из-за повреждений, полученных в одной из авантюр Джима.

### Другие автомобили
Бет Давенпорт водила жёлтый Porsche 914 1973 года в первом сезоне, прежде чем пересела на оранжевую модель 1975 года во втором сезоне (хотя в эпизоде 202 «The Farnsworth Stratagem» она водила Audi 100 C1 1972 года) и пользовалась им в первой половине 3-го сезона, последнее появление в 311-й серии «The Trouble With Warren». В третьем сезоне она водила Mercedes-Benz 450SL. В полицейском автопарке преобладали AMC Matador 1972—1973 годов, в реальной жизни использовавшиеся Департаметном полиции Лос-Анджелеса в 1970-х годах. Начиная с третьего сезона 1974 года также использовался Matador второй серии с необычной формой бампера, напоминавшей конец гроба, который также был последней моделью AMC, используемой правоохранительными органами Калифорнии.

## Саундтрек
Музыкальная тема шоу под названием «Досье детектива Рокфорда» была написана известными композиторами Майком Постом и Питом Карпентером. Она звучит в начале и в конце каждого эпизода в разных аранжировках. За время выхода шоу музыкальная тема претерпела множество изменений, и в более поздних версиях содержалась отдельная бридж-секция на основе электрогитары, которую играл сессионный гитарист Дэн Фергюсон. Тема для эпизода 1.7 «This Case Is Closed II» также включает гитарную секцию из более поздних сезонов, добавленную, когда эпизод был разделён на две части для синдикации.
Заглавная песня была выпущена как сингл и две недели занимала 10-е место в Billboard Hot 100 в августе 1975 года. Трек стороны «Б» (или «оборотная сторона») под названием «Dixie Lullabye» также был написан Постом и Карпентером. Сингл оставался в чартах 16 недель и выиграл премию Грэмми 1975 года за лучшую инструментальную или а капелла аранжировку.
Уже более сорока лет британская футбольная команда Транмир Роверс использует тему «Досье» в качестве музыкального сопровождения перед большинством матчей. Периодически ей не пользовались, а затем возвращали по многочисленным просьбам.

## Запись с автоответчика в опенинге
Каждая серия начиналась с изображения автоответчика Рокфорда, а начальная заставка сопровождалась тем, что кто-то оставлял Рокфорду сообщение на диктофоне Ansafone 660. Когда камера фокусируется на телефоне с номером 555—2368, он звонит дважды, а затем слышится записанный голос Рокфорда, который произносит следующее приветствие:
Это Джим Рокфорд. После сигнала оставьте своё имя и сообщение. Я вам перезвоню. [Сигнал]
Сообщения обычно не имели отношения к текущему эпизоду, но часто были связаны с предыдущими событиями в более ранних сериях. Они характеризуются как юмористический приём, который приглашал зрителя вернуться в причудливый, невезучий мир Джима Рокфорда. Сообщения, как правило, касались кредиторов, безнадёжных клиентов или были просто странными визитками. Несмотря на то, что сообщения были отличительным и умным устройством ввода, сценаристам становилось труднее создавать сообщения. Предложения сотрудников и съёмочной команды приветствовались и часто использовались.
Всего за шесть сезонов было создано 122 различных сообщения. Восемь телевизионных фильмов CBS (также называемых восьмым сезоном) содержат уникальное послание. Однако в эпизодах, представленных в «Частном детективе Джеймсе Рокфорде», используется то же сообщение; это было взято из серии 507 «A Three-Day Affair with a Thirty-Day Escrow».
Каждое сообщение представляет собой отдельную шутку, которая часто содержит небольшое количество биографических подробностей о Рокфорде, его знакомых и событиях, которые происходят в его жизни. Только крайне редко (например, в эпизоде  209 «Chicken Little is a Little Chicken») содержание сообщения автоответчика каким-либо образом связано с сюжетом или темой самого эпизода.
В серии «Guilt», хотя запись и не связана с сюжетом, она упоминается во вступительной сцене. Сообщение оставила Энджел, которая даёт совет по скачкам, и когда Джим возвращается к трейлеру, он воспроизводит следующее сообщение от Анджел, недоумевающей, почему он проигнорировал её слова.

## Концовка
Шоу завершилось в конце 1979 года, когда врачи посоветовали Гарнеру отдохнуть из-за многочисленных травм колена и проблем со спиной, а также из-за язвы. Это произошло в основном из-за того, что он настаивал на выполнении большинства своих трюков, особенно связанных с кулачными боями или автомобильными погонями. спустя несколько месяцев из-за физической боли Гарнер в конце концов решил не продолжать шоу, и NBC закрыли программу в середине сезона. Утверждалось, что производство «Досье» стало очень дорогим, в основном из-за съёмок на местности и использования высококлассных актёров в качестве приглашённых звёзд. Согласно источникам, NBC и Universal утверждали, что шоу образовало дефицит в несколько миллионов долларов, ошеломляющую сумму для ночного шоу в то время, хотя Гарнер и его продюсерская группа Cherokee Productions утверждали, что шоу принесло прибыль. Гарнер рассказал Джонни Карсону в «The Tonight Show» историю о том, что студия однажды заплатила плотнику 700 долларов за сооружение транспортировочных ящиков для перестрелки на лодочном причале, хотя на доке они уже стояли. Сценарий часто предписывал Гарнеру разбить свою машину, чтобы её можно было продать, отремонтировать и выкупить для другой серии.

### Трансляции
Позже, в 1980-х, Гарнер оказался вовлечённым в юридический спор с Universal по поводу прибыли от «Досье детектива Рокфорда», который длился более десяти лет. Спор вызвал серьёзные недовольства между Гарнером и студией. Спор был урегулирован во внесудебном порядке в пользу Гарнера, но конфликт означал, что персонаж Рокфорд не появится на экранах до 1994 года. Universal начали синдикацию шоу в 1979 году и агрессивный маркетинг среди местных станций в начале и середине 1980-х годов. Это объясняет почти повсеместное распространение сериала в дневное и ночное время в те годы. Благодаря этим показам у «Досье» появилось множество поклонников среди более молодых зрителей, и в 1990-е и 2000-е годы активное продвижение телекомпании продолжалось на кабельном телевидении. Песня рок-группы Ben Folds Five «Battle of Who Could Care Less», в которой упоминается «Досье детектива Рокфорда», является одним из примеров приобретения фанатов среди молодёжи; кроме того, в конце концертов группы звучит музыкальная тема из «Досье».
В 2006 году шоу в течение нескольких месяцев транслировалось на национальной чикагской суперстанции WGN. В 2007 году Retro Television Network начала трансляцию программы по всей стране, также как и цифровой кабельный канал Sleuth и чикагская телекомпания WWME-CA. Сейчас права на это шоу принадлежат ION Television, и они будут транслировать его в будущем. Осенью 2009 года шоу снова появилось в Канаде на Deja View. Сериал транслировался в Великобритании на BBC1 и с тех пор повторялся на BBC2 и ITV, а также на Granada+Plus, который позже стал ITV3, хотя ни один из этих каналов не повторял более поздние сезоны. В Австралии сериал транслировался с понедельника по пятницу на кабельном и спутниковом канале Fox Classics и на 7Mate. В США сериал выходил по цифровой субканальной сети Me-TV до 2 сентября 2016 года, сериал был доступен на Netflix до 1 января 2017 года, а первые три сезона были доступны на Hulu Plus. С 2016—2020 года сериал был доступен на телеканале IMDb TV. В конце 2020 года он стал частью каталога NBC-Universal Peacock (стримингового сервиса).

## Телефильм
После того, как несколько давних споров по контракту между Гарнером и Universal были разрешены, с 1994 по 1999 год было снято восемь телефильмов о воссоединении «Досье детектива Рокфорда», которые транслировались сетью CBS (тогда как оригинальный сериал транслировался на NBC) и собрали большую часть актёров оригинала. Бири умер 1 ноября 1994 года, поэтому в первом из этих фильмов, вышедших в эфир в том же месяце, говорилось: «Эта картина посвящена памяти Ноа Бири-младшего. Мы любим и скучаем по тебе, Пидж» («Пидж» было его прозвищем).
Фильмы были сняты почти 15 лет спустя с того момента, где закончилось шоу. В первых фильмах Рокки не появляется в кадре, хотя является действующим персонажем, несмотрЯ на то, что актёра, исполняющего его роль, уже не было в живых. Согласно сюжету, он умирает (в продолжении сериала) незадолго до выхода третьего фильма.
Персонажи Гарнера, Сантоса и Марголина появлялись во всех снятых фильмах. К другим главным героям «Досье», которые сыграли в нескольких фильмах, относятся роли Луизи, Аткинса, Корбетта и Джека Гарнера (капитана Макинроя). Второстепенные персонажи из сериала, вернувшиеся для единственного воссоединения, включают Риту Морено (в роли Риты Капкович); Кэтрин Харролд (в роли Меган Догерти); и Пэт Финли (в роли Пегги Беккер).
Также к актёрскому составу (появлявшемуся только в фильмах и в небольших повторяющихся ролях) присоединились Джерри Гибсон в роли Критча Критчленда, владельца ресторана «Райская бухта» напротив трейлера Джима; и Ширли Энтони в роли дружелюбной заботливой Салли, которая часто посещала участок, чтобы (ложно) сознаться в преступлениях и вязать свитера, в ожидании. Энтони ранее часто участвовал в дополнительных и эпизодических эпизодах в «Досье» с 1976 по 1979 год.

### Спин-офф
- Завершённый сериал «Ричи Брокельман, частный сыщик» технически не был побочным продуктом «Досье Рокфорда», поскольку персонаж Ричи Брокельмана, которого играет Деннис Дуган, впервые появился в телефильме 1976 года, произведённом Кеннелом. Тем не менее, Брокельман действительно появился в эпизоде «Досье детектива Рокфорда» 1978 года «The House on Willis Avenue», который вышел за неделю до того, как «Ричи Брокельмана» запустил пятинедельную трансляцию во временном интервале «Досье». Персонаж Ричи Брокельмана появился в сериале о Рокфорде в 1979 году в эпизоде «Never Send a Boy King To Do a Man's Job».
- Universal запустили внутренний пилотный эпизод с персонажами Гандольфом Фитчем и Маркусом Хайесом (которых сыграли Айзек Хейз и Луис Госсетт-младший соответственно) под названием «Габби и Ганди». Сериал так и не был реализован, но пилотный выпуск транслировался как эпизод «Рокфорда» под названием «Just Another Polish Wedding».
- Второй пилотный проект был создан в рамках сериала, в котором Грег Антоначчи и Джин Дэвис сыграли Юджина Конильяро и Микки Лонга, двух неумелых комиков, которые были представлены в эпизоде «Досье» «The Jersey Bounce» (эти же имена персонажей используются в двух разных сериях, но в эпизоде «Just A Coupla Guys» они не знакомы с Рокфордом). Пилотный сериал включал их попытки проникнуть в штаб банды Нью-Джерси и транслировался как предпоследний эпизод «Досье». Дэвид Чейз, написавший оба эпизода, позже создаст «Клан Сопрано», в центре которого — мафия из Нью-Джерси. Грег Антоначчи, сыгравший Конильяро, играл роль младшего босса семьи-соперника Сопрано.

## Производство
Шоу создали Рой Хаггинс и Стивен Кеннел. Хаггинс объединился с Кеннелом, который написал сценарии для компании Джэка Уэбба Mark VII Ltd., к числу которых относятся «Адам-12» и «Погоня» (1973–1974, производство NBC), для создания «Досье детектива Рокфорда». Проект был назван «A Public Arts/Roy Huggins Production» вместе с Cherokee Productions совместно с Universal Television. Cherokee принадлежал Гарнеру с партнёрами Метой Розенберг и Хуанитой Бартлетт, которые одновременно редактировали сценарий на протяжении большей части трансляций «Досье детектива Рокфорда».

## Награды и номинации

### Золотой глобус
| Год  | Номинация                              | Номинант                   | Результат |
| ---- | -------------------------------------- | -------------------------- | --------- |
| 1978 | За лучшую мужскую роль — драма         | Джеймс Гарнер              | Номинация |
| 1979 | За лучшую мужскую роль — драма         | Джеймс Гарнер              | Номинация |
| 1980 | За лучший телевизионный сериал — драма | «Досье детектива Рокфорда» | Номинация |
| 1980 | За лучшую мужскую роль — драма         | Джеймс Гарнер              | Номинация |

### Прайм-таймовая премия «Эмми»
| Год  | Номинация                                                     | Номинант                   | Эпизод                               | Результат |
| ---- | ------------------------------------------------------------- | -------------------------- | ------------------------------------ | --------- |
| 1976 | Лучшая мужская роль в драматическом телесериале               | Джеймс Гарнер              |                                      | Номинация |
| 1977 | Лучшая мужская роль в драматическом телесериале               | Джеймс Гарнер              |                                      | Победа    |
| 1977 | Лучшая мужская роль второго плана в драматическом телесериале | Ноа Бири мл.               |                                      | Номинация |
| 1978 | Лучший драматический сериал                                   | «Досье детектива Рокфорда» |                                      | Победа    |
| 1978 | Лучшая приглашённая актриса в драматическом телесериале       | Рита Морено                | «The Paper Palace»                   | Победа    |
| 1978 | Лучшая мужская роль в драматическом телесериале               | Джеймс Гарнер              |                                      | Номинация |
| 1979 | Лучший драматический сериал                                   | «Досье детектива Рокфорда» |                                      | Номинация |
| 1979 | Лучшая мужская роль в драматическом телесериале               | Джеймс Гарнер              |                                      | Номинация |
| 1979 | Лучшая женская роль в драматическом телесериале               | Рита Морено                | «Rosendahl and Gilda Stern are Dead» | Номинация |
| 1979 | Лучшая мужская роль второго плана в драматическом телесериале | Стюарт Марголин            |                                      | Победа    |
| 1979 | Лучшая мужская роль второго плана в драматическом телесериале | Ноа Бири мл.               |                                      | Номинация |
| 1979 | Лучшая мужская роль второго плана в драматическом телесериале | Джо Сантос                 |                                      | Номинация |
| 1980 | Лучший драматический сериал                                   | «Досье детектива Рокфорда» |                                      | Номинация |
| 1980 | Лучшая мужская роль в драматическом телесериале               | Джеймс Гарнер              |                                      | Номинация |
| 1980 | Лучшая женская роль в драматическом телесериале               | Лорен Бэколл               | «Lions, Tigers, Monkeys and Dogs»    | Номинация |
| 1980 | Лучшая женская роль в драматическом телесериале               | Мариетта Хартли            | «Paradise Cove»                      | Номинация |
| 1980 | Лучшая мужская роль второго плана в драматическом телесериале | Стюарт Марголин            |                                      | Победа    |
| 1980 | Лучшая мужская роль второго плана в драматическом телесериале | Ноа Бири мл.               |                                      | Номинация |

### Премия Гильдии сценаристов США
| Год  | Номинация                                            | Номинант                                   | Эпизод                       | Результат |
| ---- | ---------------------------------------------------- | ------------------------------------------ | ---------------------------- | --------- |
| 1977 | Лучший сценарий в эпизоде драматического телесериала | Хуанита Бартлетт                           | «So Help Me God»             | Номинация |
| 1978 | Лучший сценарий в эпизоде драматического телесериала | Стивен Кеннел, Букер Брэдшоу, Кэлвин Келли | «Beamer's Last Case»         | Номинация |
| 1978 | Лучший сценарий в эпизоде драматического телесериала | Дэвид Чейз                                 | «Quickie Nirvana»            | Номинация |
| 1979 | Лучший сценарий в эпизоде драматического телесериала | Стивен Кеннел                              | «The House on Willis Avenue» | Номинация |
| 1980 | Лучший сценарий в эпизоде драматического телесериала | Дэвид Чейз                                 | «Love Is The Word»           | Номинация |

### Прочие награды
| Год  | Премия                                    | Номинация                         | Номинант         | Эпизод                            | Результат |
| ---- | ----------------------------------------- | --------------------------------- | ---------------- | --------------------------------- | --------- |
| 1977 | Премия Американской ассоциации монтажёров | Лучший монтаж эпизода телесериала | Род Стивенс      | «No Fault Affair»                 | Номинация |
| 1977 | Бэмби                                     | Международный телесериал          | Джеймс Гарнер    |                                   | Победа    |
| 1977 | Премия Эдгара Аллана По                   | Лучший эпизод телесериала         | Дэвид Чейз       | «The Oracle Wore A Cashmere Suit» | Номинация |
| 1978 | Премия Эдгара Аллана По                   | Лучший эпизод телесериала         | Хуанита Бартлетт | «The Deadly Maze»                 | Номинация |
| 2005 | Премия Эдгара Аллана По                   | Особая Премия Эдгара Аллана По    | Дэвид Чейз       |                                   | Победа    |
| 2005 | Премия TV Land                            | Любимый частный детектив          | Джеймс Гарнер    |                                   | Номинация |

## Домашний медиа-релиз

### DVD
Universal Studios выпустила все шесть сезонов сериала на DVD для Региона 1. 3 ноября 2009 года они выпустили «The Rockford Files — Movie Collection, Volume 1», в котором представлены первые четыре телефильма после сериала. 26 мая 2015 года вышел «The Rockford Files — Movie Collection, Volume 2», через пять с половиной лет после выпуска первого издания. В тот же день свет увидел полный сборник из 34 дисков.
18 апреля 2016 года было объявлено, что Mill Creek Entertainment приобрела права на сериал; впоследствии они переиздали первые два сезона на DVD в Регионе 1 5 июля 2016 г. 13 июня 2017 года Mill Creek переиздал «The Rockford Files: The Complete Series» на DVD, а также впервые выпустил полную серию на Blu-ray. Этот сериал транслируется на совместном потоковом сервисе Peacock от NBC/Universal.
Universal Playback выпустила первые 5 сезонов на DVD в Регионе 2. Пилотная версия «Досье детектива Рокфорда» находится в наборе 2 сезона.
| Название DVD                 | Количество эпизодов | Дата релиза     | Дата релиза     | Дата релиза      |
| Название DVD                 | Количество эпизодов | Регион 1        | Регион 2        | Регион 4         |
| ---------------------------- | ------------------- | --------------- | --------------- | ---------------- |
| Первый сезон                 | 23                  | 6 декабря 2005  | 29 августа 2005 | 6 февраля 2008   |
| Второй сезон                 | 22                  | 13 июня 2006    | 21 августа 2006 | 6 февраля 2008   |
| Третий сезон                 | 22                  | 27 февраля 2007 | 7 мая 2007      | 2 сентября, 2009 |
| Четвёртый сезон              | 22                  | 15 мая 2007     | 30 июля 2007    | 10 февраля 2016  |
| Пятый сезон                  | 22                  | 15 января 2008  | 12 мая 2008     | 10 февраля 2016  |
| Шестой сезон                 | 12                  | 20 января 2009  | 19 ноября 2009  | 18 мая 2016      |
| Коллекция фильмов. Издание 1 | 4                   | 3 ноября 2009   | 1 марта 2013    | 18 мая 2016      |
| Коллекция фильмов. Издание 2 | 4                   | 26 мая 2015     | 1 марта 2013    | 18 мая 2016      |
| Сезоны 1 – 4. Сборник        | 89                  | нет данных      | 22 октября 2007 | нет данных       |
| Все серии                    | 130                 | 26 мая 2015     | 9 июля 2018     | 17 октября 2018  |

### Blu-ray
27 июня 2017 года Mill Creek Entertainment впервые выпустила «The Rockford Files: The Complete Series» на Blu-ray в регионе 1.

## Ремейки
В 2009 году NBC, Universal Media Studios и Carousel Television Стива Карелла подготовили возобновление шоу. Дэвид Шор, создатель «Доктора Хауса», был назначен руководителем проекта. В феврале 2010 года было объявлено, что Дермот Малруни был выбран на роль Джима Рокфорда, Алан Тьюдик — на роль сержанта Денниса Беккера, Мелисса Сейджмиллер была отобрана на роли Бет Давенпорт, а Бо Бриджес — на роль Рокки. Пилотный эпизод был снят, но не транслировался. Первая аудитория указала, что у него страдала режиссура. 13 мая 2010 года ремейк «Досье» был отменён телеканалом NBC.
Адаптация полнометражного фильма находилась в производстве Universal Pictures с 2012 года, с Винсом Воном, выступившим в проекте в качестве продюсера и актёра. После смерти актёра Джеймса Гарнера в 2014 году экранизация была отложена, но Вон надеется, что фильм будет снят.